# Нифонтова, Любовь Андреевна
Любо́вь Андре́евна Ни́фонтова (известна в Финляндии как Люци́я «Люси» Ни́фонтова фин. Lucia Nifontova, в замужестве — Са́урама; 30 августа 1913, Гельсингфорс, Великое княжество Финляндское — 6 апреля 1987, Хельсинки, Финляндия) — финская прима-балерина русского происхождения, киноактриса.

## Биография
Родилась 30 августа 1913 года в Гельсингфорсе, в Великом княжестве Финляндском. Обучалась шесть лет в начальной русской школе, после чего поступила в балетную школу Хельмы Лийман, а позднее в Танцевальное училище Хельсинки (Helsingin tanssiopisto).
Обучалась балетному мастерству у бывших балерин Мариинского театра Елизаветы Апостол и Мэри Пайшевой, а позднее в Балетной школе Финской оперы у известного финского балейтместера и хореографа Жоржа Ге. Среди педагогов балерины были знаменитые мастера балета Любовь Егорова, Матильда Кшесинская, Николай Легат и Ольга Преображенская.
Будучи ученицей, впервые вышла на сцену в 1928 году в балете П. И. Чайковского «Щелкунчик», а с 1929 по 1935 годы танцевала в составе балетной труппы Финского национального балета.
С 1922 года — В 1935 году в период экономического кризиса оставила Финский национальный балет и вместе со своим партнёром Арво Мартикайненым и балетмейстером Жоржем Ге были приняты в Русский балет Монте Карло (худ. руководитель Рене Блюм), созданный в 1933 году на основе «Русского балета Дягилева». Репетитором балерины в новой труппе был Михаил Фокин.
В 1938 году на два сезона в качестве прима-балерины Нифонтова вернулась в Финский национальный балет, после чего выступала в Финляндии лишь как приглашённая артистка (последний раз в 1945—1947 годах в балете П. И. Чайковского «Лебединое озеро» в партии Одетты-Одиллии). В репертуаре балерины были партии в балетах «Шопениана», «Видение розы», «Петрушка», «Коппелия», «Спящая красавица», «Бал», «Заколдованная флейта», «Призраки», «Павильон Армиды», «Голубая жемчужина», «Фея кукол» и др.
С 1950-х годов балерина участвовала в балетных турне по Северным странам, а также выступала в Финляндии в паре с партнёром Кари Карнакоски и снялась в ряде фильмов. Воспитала и вывела на большую сцену балерину Ирину Худову.
В 1955 году артиства была награждена высшей государственной наградой Финляндии для деятелей искусства — медалью «Pro Finlandia».
Скончалась 6 апреля 1987 года в Хельсинки и похоронена на православном участке кладбища в районе Лапинлахти рядом с отцом.

## Семья
- Отец — Андрей Нифонтов, (2.10.1876, Архангельск — 20.10.1962, Хельсинки).
- Мать — Тереза/Александра Грёнроос (швед. Alexandra Grönroos), родилась в Туусула.
- Муж — Эеро Илмари Саурама (9.12.1903, Кауватса[фин.] — 2 декабря 1964, Хельсинки); в браке с 1938 года.

## Фильмография
- 1929 — Mustat silmät
- 1931 — Jääkärin morsian
- 1934 — Minä ja ministeri
- 1942 — Kenttäpostia
- 1950 — Suomalaista balettia